# 人見街道

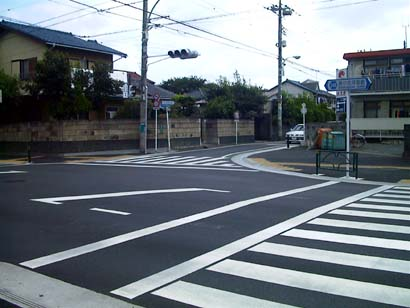
府中市若松町四丁目交差点。右奥が本道である。

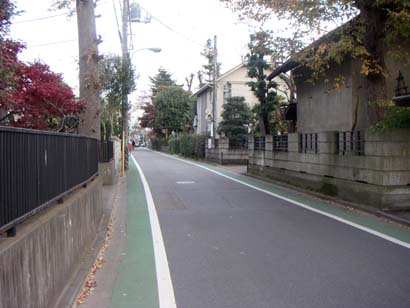
府中市若松町四丁目付近。旧人見村。

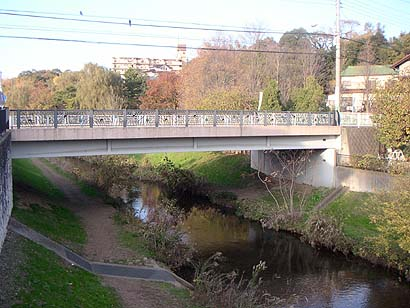
野川にかかる御狩野橋

人見街道（ひとみかいどう）は、東京都府中市八幡宮と杉並区大宮の大宮八幡宮を結ぶ、古くからの街道である。別名「大宮街道」「下総街道」「府中道」「八幡通り」。旧府道24号・府中中野線。
「人見街道」の名は、江戸以前にあった「人見村」を通る道であった事に由来するもので、地名に「小人見」の名称がある。さらに、北にある浅間山の別名が人見山である。一説には浅間山の別名人見山（小高い丘から敵の情勢を見る意味）からとも。
浅間山を構成する前山尾根上東端に黒い石碑の「人見四郎の墓跡」があるなど、地域の一族「人見氏」にも関係している。
「下総街道」の名は、下総国へ向かっていたとされる事から。

## 概要

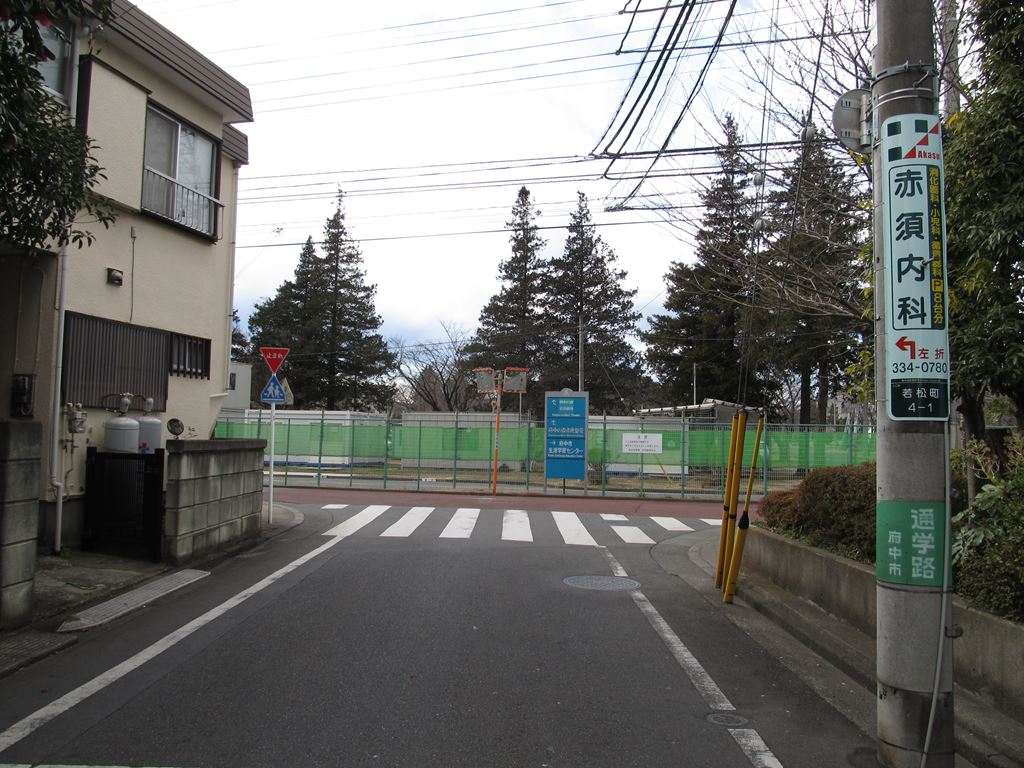
市道になっている本来の人見街道で航空自衛隊府中基地敷地に突き当たる部分。

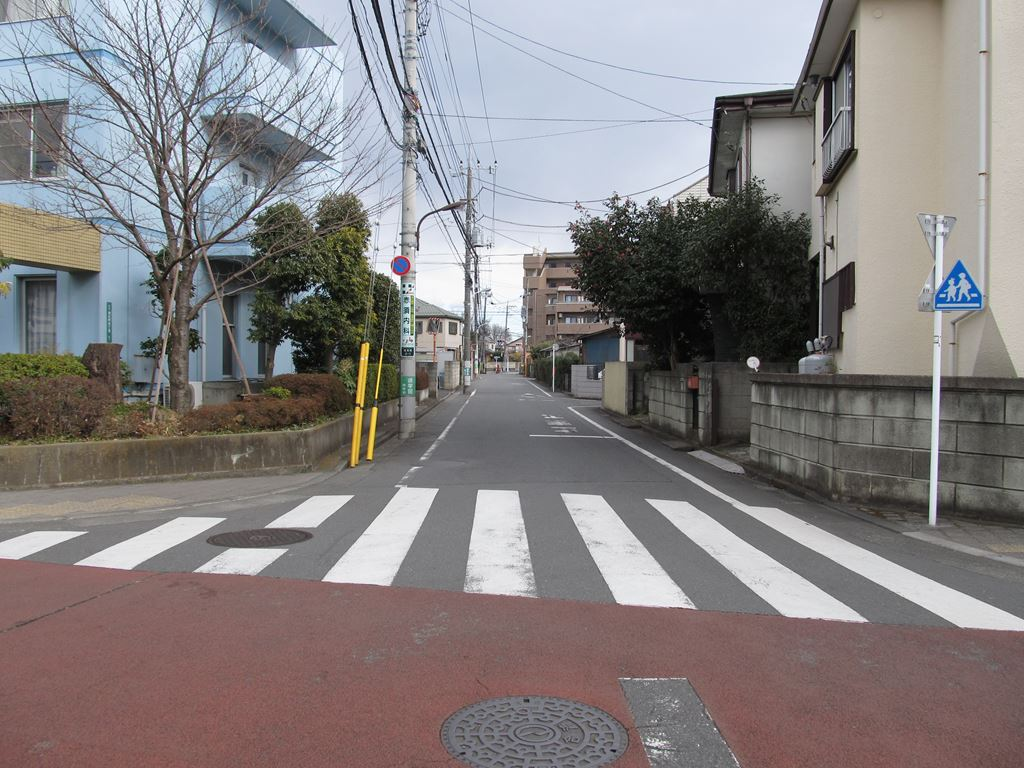
突き当りから上り方面。

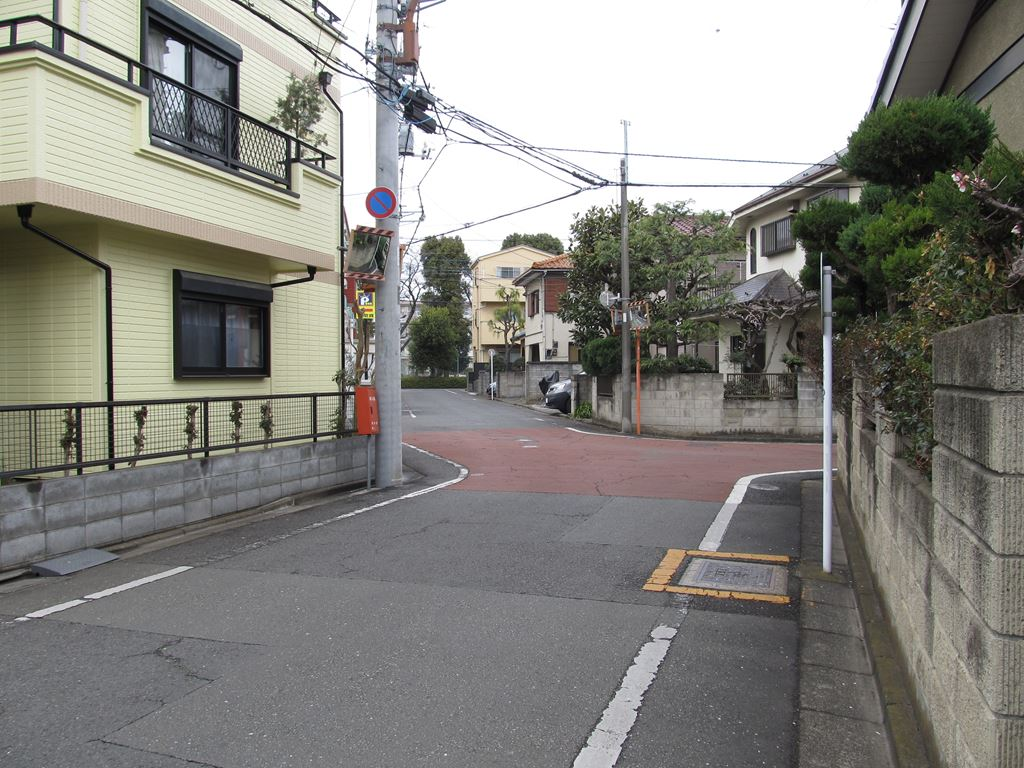
基地跡地から出て来た部分。

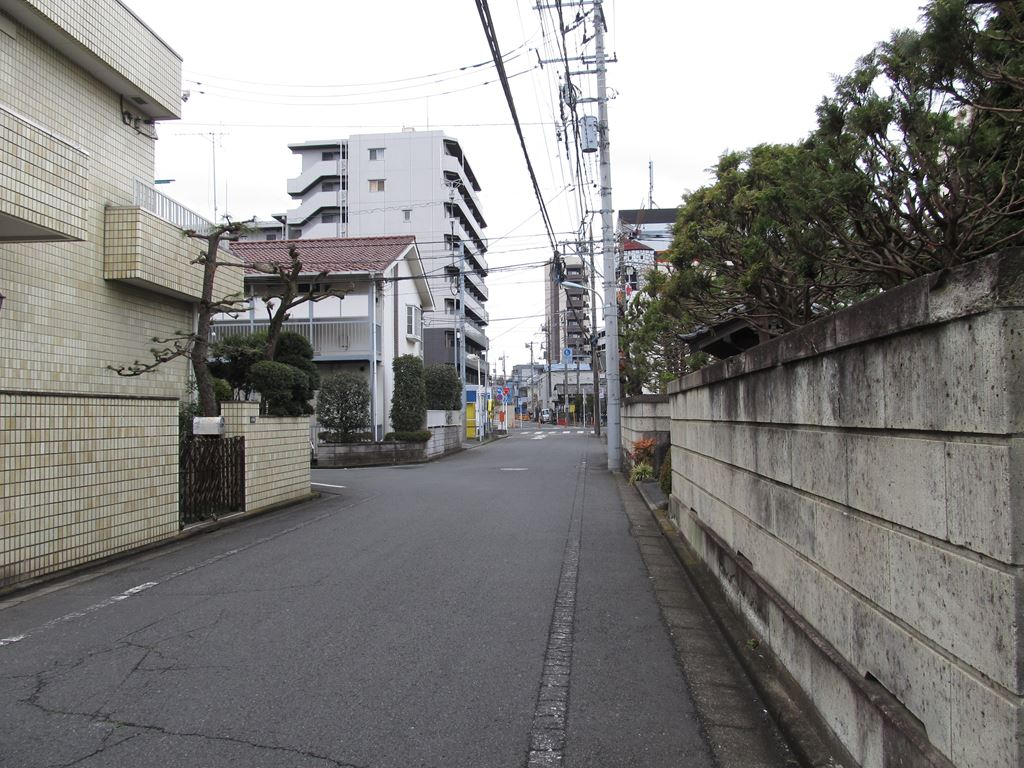
甲州街道へ向かう部分。

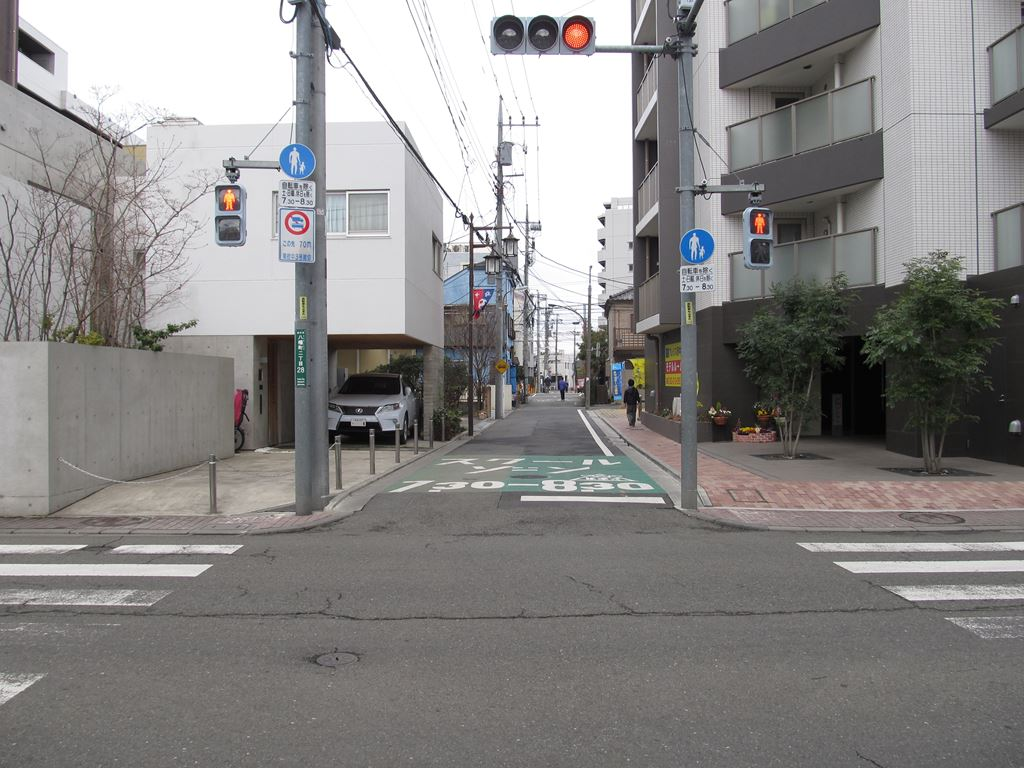
現旧甲州街道、人見街道入り口 八幡

鎌倉街道の一つとして利用されていた本来の人見街道起点は、杉並区浜田山三丁目以東杉並区道となっており「八幡通り」と表示されている。府中市若松町四丁目交差点以西は府中市道となっていてその先は航空自衛隊府中基地敷地内となり通行不可能であるが、旧甲州街道に至るのが本来であり八幡宿に向かっている。
かつては武蔵国三宮氷川神社の神輿が、この人見街道を通り人見村御仮屋まで来て、くらやみ祭りに参加していた。
街道沿い建築物等
- 庚申塔（塔の側面には「みぎいのかしらみち」「ひだりふちうみち」）
- 尾張徳川家鷹場標石
- 龍源寺、近藤勇の胸像、墓
- 近藤勇の生家跡
- 近藤道場跡
- 人見の説明標識
- 旧甲州街道・人見道入口
- 久我山道
- 府中道
- 小人見塚[7]
- 人見ヶ原の合戦（参照：武蔵野合戦）
- 人見上屋敷、下屋敷
- 人見新田
- 人見稲荷神社
- 人見館（若松町5）[8]
- 弘道学舎
- 人見城（武蔵七党の人見猪俣氏の城）

## 東京都通称道路名「人見街道」
東京都は、起点と終点を定め道路に通称名を付ける東京都通称道路名設定公告を行った。
東京都通称道路名設定公告（整理番号98）によれば、人見街道の起点は杉並区浜田山三丁目の浜田山駅入口交差点、終点は府中市若松町四丁目であり、東京都道14号新宿国立線の杉並区浜田山 - 三鷹市牟礼の区間と東京都道110号府中三鷹線の終点 - 府中市若松町四丁目がこれに該当するが、都道248号線と交差する府中市道周辺までは北側に平行して短く東京都道110号線が走っている。前記の平行する都道は市道美術館通りとなり西へ抜ける。これらは、古来の人見街道ではない久我山道が加わったり、終点は若松町四丁目交差点であるなど古来の人見街道とは異なった区間やルートとなっている。

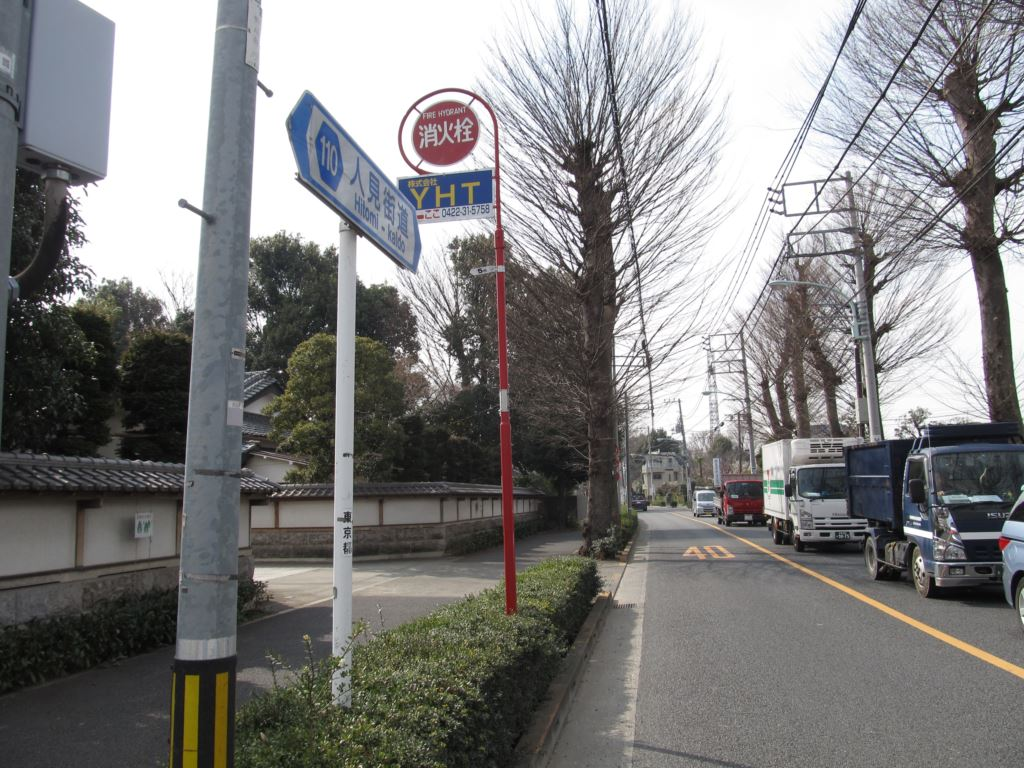
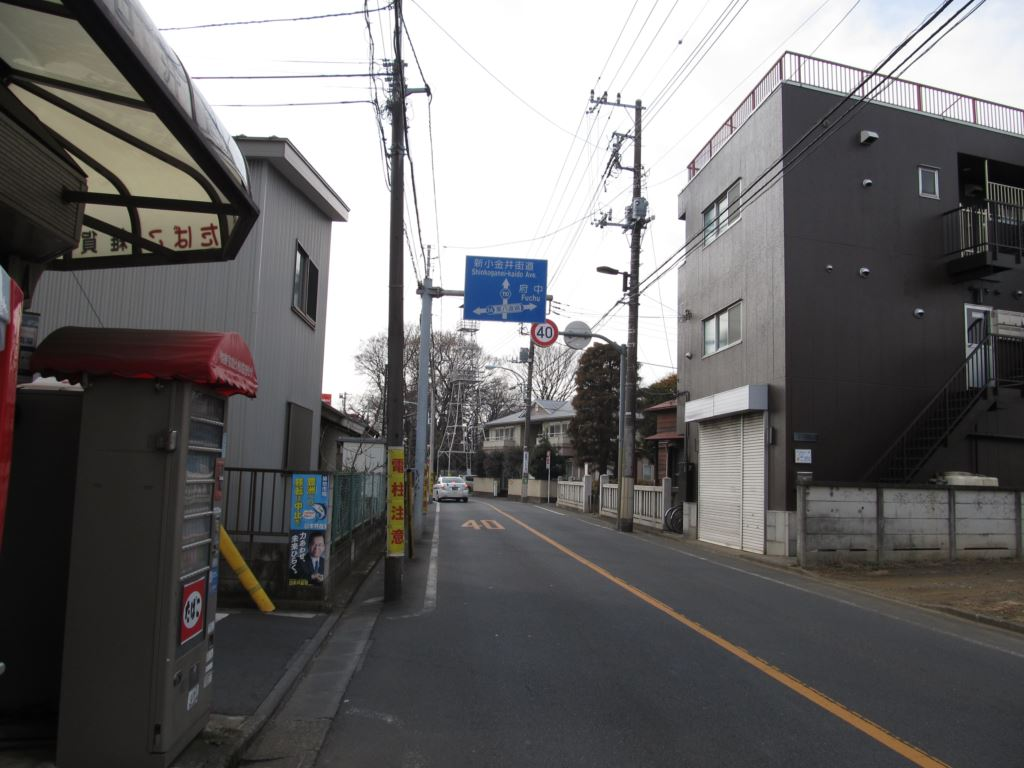
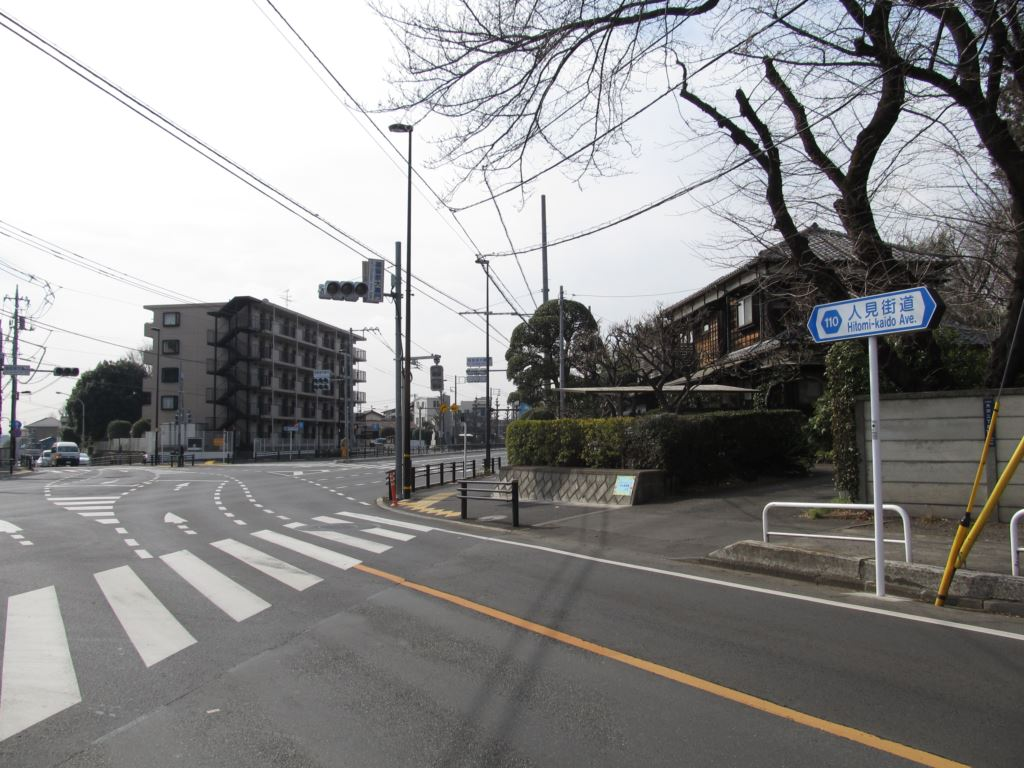
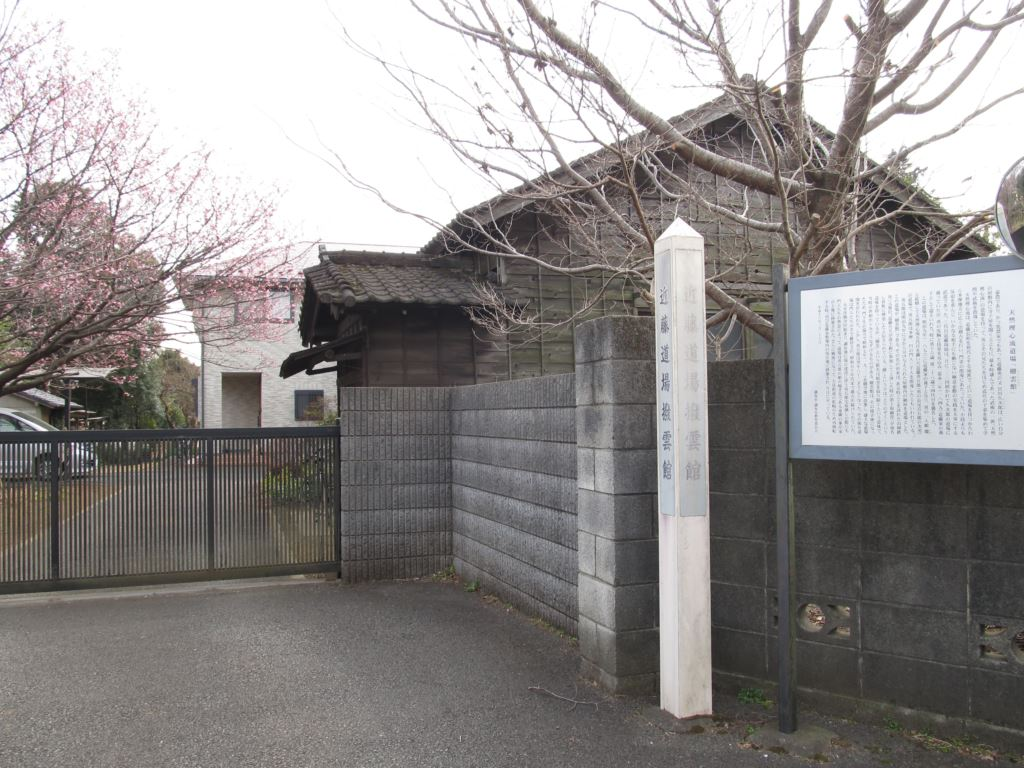
近藤道場撥雲館
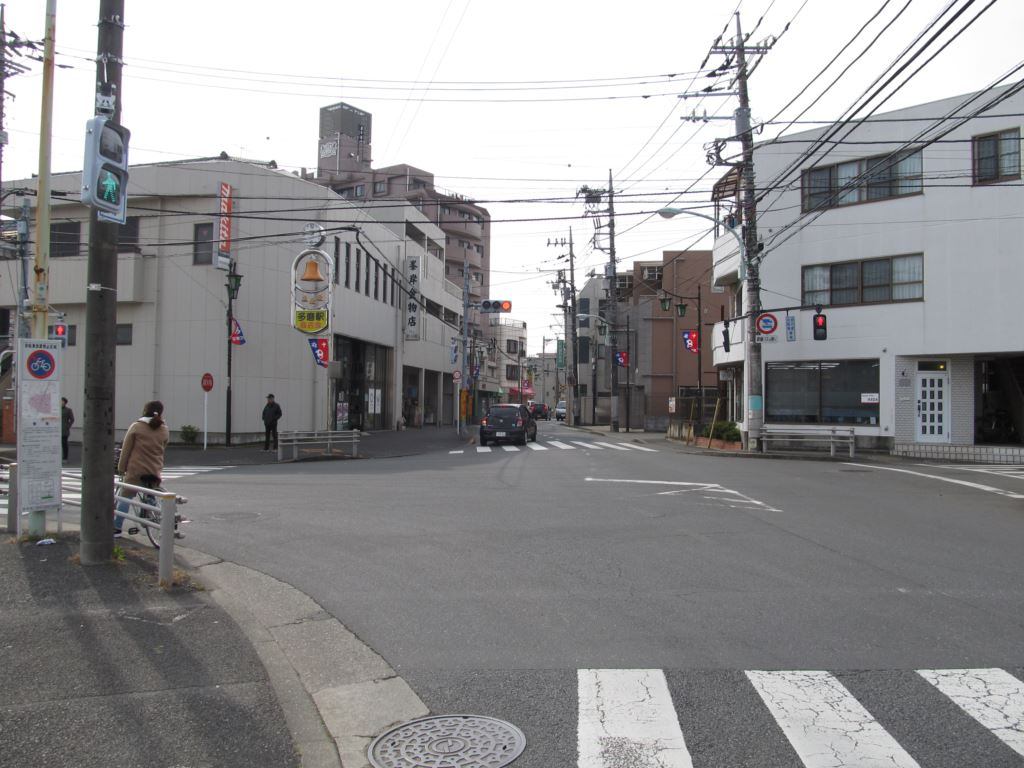
多磨駅東北東
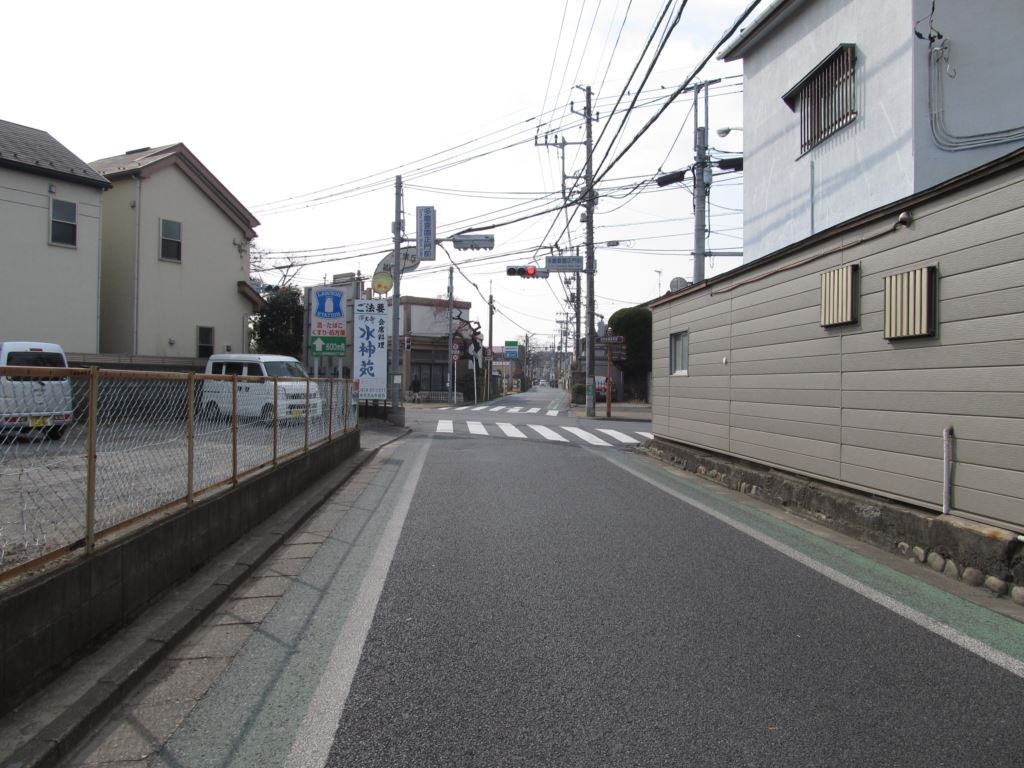
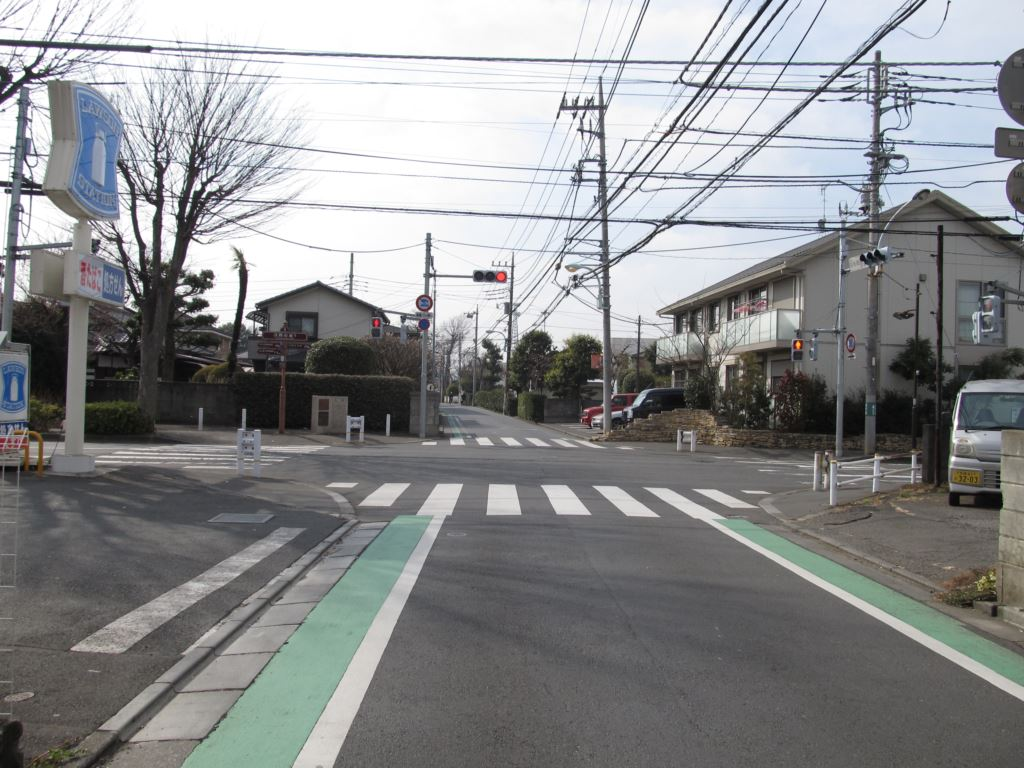
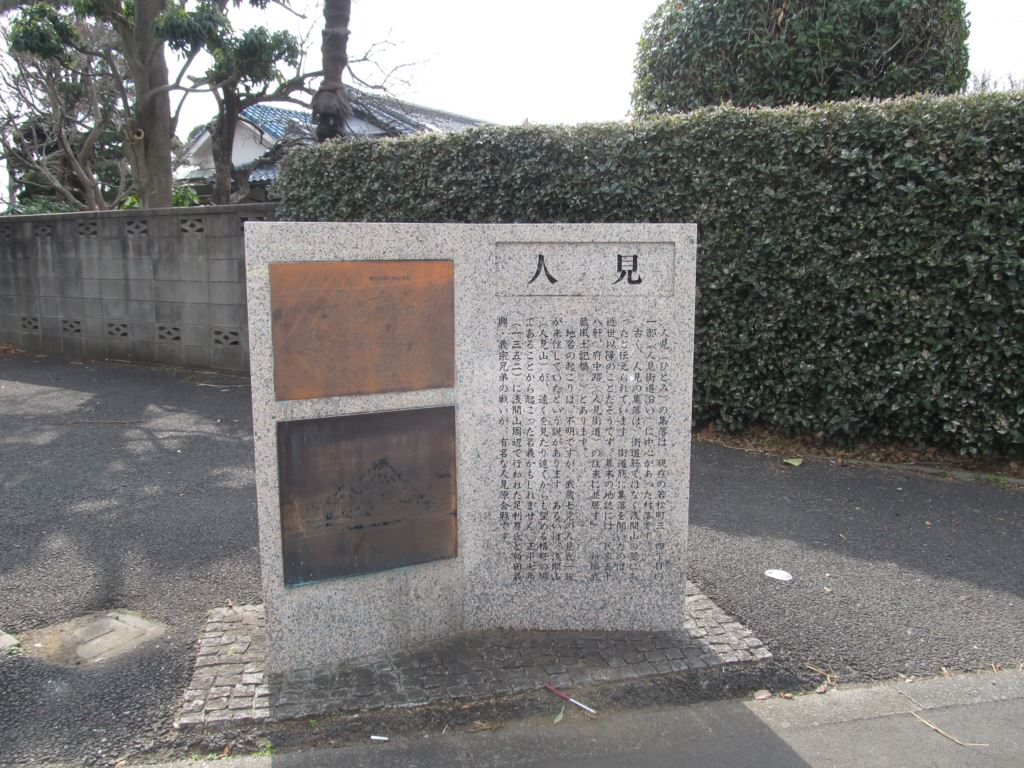
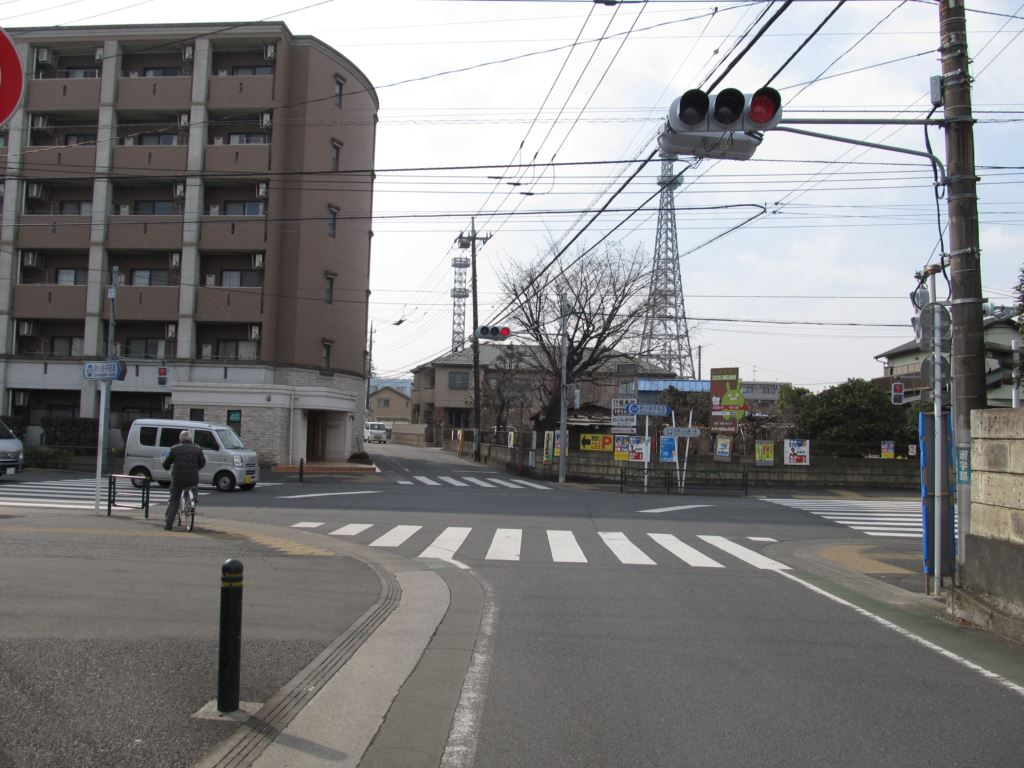

## 接続する道路
- 東京都道413号赤坂杉並線（東京都杉並区）/浜田山駅入口
- 東京都道311号環状八号線（東京都杉並区）/環八久我山（交差点標記なし）
- 東京都道110号府中三鷹線（東京都三鷹市）